# 수잔 스니더
수잰 스나이더(Suzanne Snyder, 1962년 10월 22일 ~ )는 미국의 배우이다.

## 출연 작품
- 사랑은 다 괜찮아 (1997년) - 캐이시 스튜어트 역
- 너무도 매력적인 여자 (1991년)
- 영광과 오욕 (1989년)
- 외계인 삐에로 (1988년) - 데비 스톤 역
- 유혹의 다운타운 (1988년)
- 바탈리언 2 (1988년) - 브렌다 역
- 신비의 체험 (1985년)
- 크레스 (1983년) - 2nd 걸 역

### 텔레비전
- 사인필드 (1990년)
- 아빠는 멋쟁이 (1982년)